# ولد ليقتل (فلم 1947)
ولد ليقتل (صدر في المملكة المتحدة باسم سيدة الخداع وفي أستراليا باسم أكثر دموية من الذكر) هو فيلم أمريكي إنتاج عام 1947 شارك في بطولته لورانس تيرني وكلير تريفور ووالتر سليزاك، مع إستر هوارد وإليشا كوك جونيور وأودري. منذ فترة طويلة في الأدوار الداعمة. من إخراج روبرت وايز ، هو أول فيلم نوير من إنتاج Wise ، ومن أفلامه اللاحقة في هذا النوع منها فيلم المدينة الأسيرة.

## روابط خارجية
- Born to Kill على فهرس معهد الفيلم الأمريكي
- Born to Kill  في قاعدة بيانات الأفلام على الإنترنت (بالإنجليزية)
- ولد ليقتل على موقع أول موفي.
- Born to Kill في قاعدة بيانات تيرنر كلاسيك موفيز للأفلام.